# Real Escuela de Veterinaria

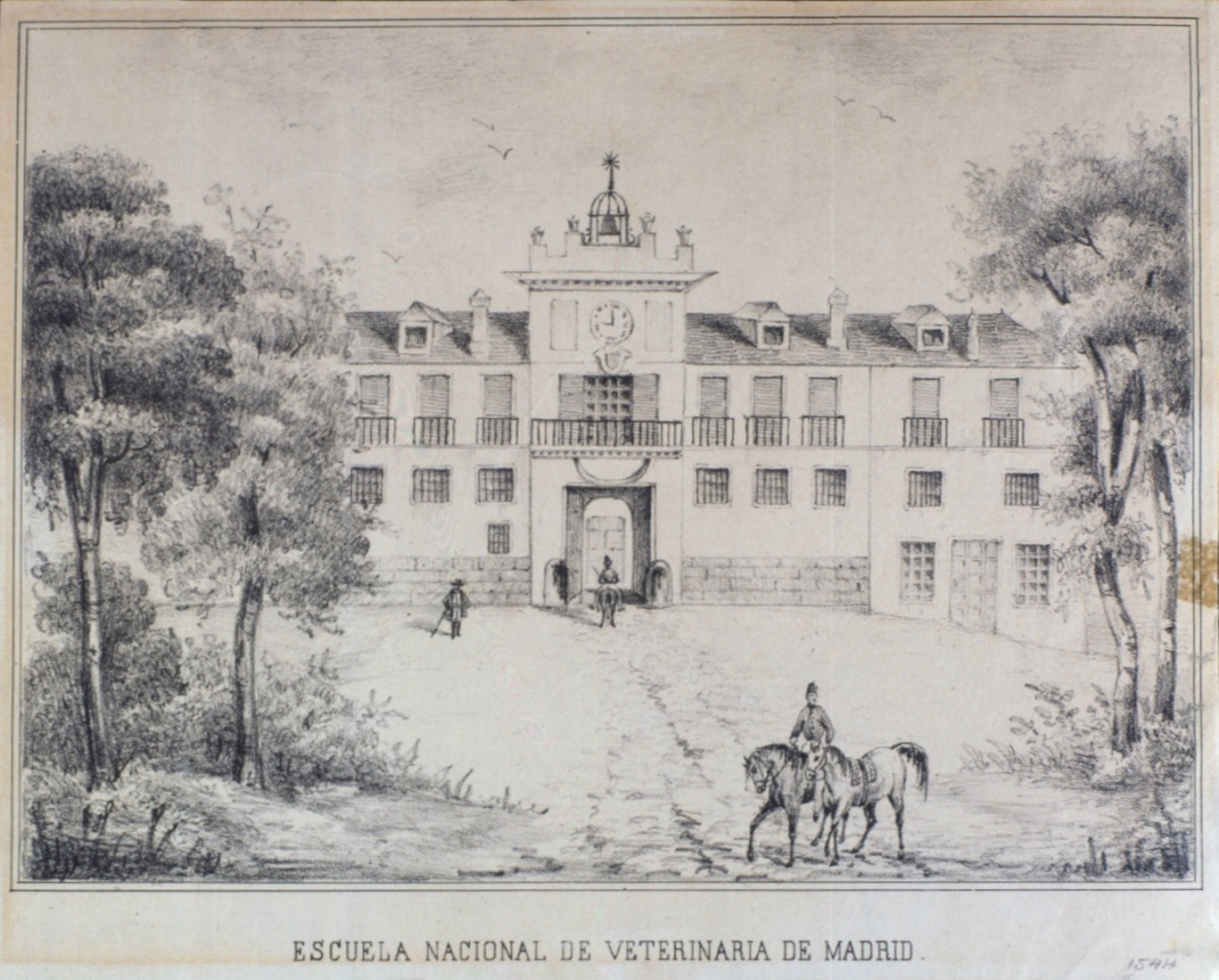
Litografía de mediados del de la Escuela Nacional de Veterinaria de Madrid en su primigenia ubicación en el paseo de Recoletos

La Real Escuela de Veterinaria fue una institución de carácter militar que se creó en España por Real Orden en 1788 para llevar a cabo el estudio de esta disciplina siguiendo los cánones de la Escuela Nacional de Veterinaria de Alfort —localidad cercana a París— fundada en 1765 por Claude Bourgelat. Su primer emplazamiento fue en el solar donde estaba la huerta perteneciente a la congregación de san Felipe Neri que se hallaba junto a la antigua puerta de Recoletos de Madrid. El autor del proyecto fue el arquitecto Francisco Sabatini y su primer director Segismundo Malats. En 1792 ya estaban dispuestos los edificios y en octubre de 1793 comenzó a impartirse la enseñanza.

## Antecedentes históricos
El interés por la veterinaria es un tema conocido y practicado desde la Antigüedad. En los papiros egipcios de Lahun (1900 a. C.) ya se habla y se dan consejos para el cuidado de los animales y en el devenir de los siglos se va destacando una especial importancia a los caballos por el gran alcance que tiene este animal tanto para el transporte como para la guerra. En Europa todos los intentos por mejorar la práctica de la medicina veterinaria culminó con la creación de una escuela perteneciente a la Universidad de Lyon cuyo ejemplo hizo surgir otras escuelas en Padua, Viena y Turín.

## Historia de la Real Escuela
En España existió desde la Edad Media una gran tradición en lo referente al cuidado de los animales. En 1273 se creó el Concejo de la Mesta que junto con los gremios de albéitares y herradores dedicaban sus actividades a la salud y bienestar del ganado lanar y bestias de carga. En los años de la Ilustración surgió la necesidad de formar académicamente a estos albéitares y herradores y durante el reinado de Felipe V hubo un primer intento de crear escuelas para su formación. Fue el rey Carlos III quien decretó el 9 de septiembre de 1788 una Real Orden que mandaba establecer la Escuela de Veterinaria en Madrid. El primer comisionado para estudiar en la Escuela Nacional de Veterinaria de Alfort, creada en Francia en 1765 por Claude Bourgelat fue Bernardo Rodríguez, Mariscal de las Reales Caballerizas; allí pasó tres años de aprendizaje. Le siguieron como becarios Segismundo Malats e Hipólito Estévez que obtuvieron el certificado correspondiente y un premio. Por sus conocimientos y por los proyectos presentados para la enseñanza de la Veterinaria fueron nombrados director y subdirector respectivamente. En diciembre de 1792 el alcalde de casa y corte Gutierre Joaquín Vaca de Guzmán y Manrique, les entregó en nombre del rey Carlos IV el edificio y el gran espacio de la huerta llamada de Solana perteneciente a la congregación de san Felipe Neri; en octubre de 1793 la Escuela de Veterinaria comenzó su actividad.
Durante los años siguientes la Escuela siguió funcionando bien y cumpliendo su cometido. El mariscal mayor del regimiento de Alcántara Carlos Risueño que había sido alumno de la Escuela fue nombrado en 1817 catedrático de Patología general y Cirugía y confirió un verdadero carácter científico a los estudios. En 1823 hubo una persecución general de catedráticos y hombres de estudios; Risueño era liberal y por este motivo fue expulsado y apartado de la enseñanza hasta que años más tarde el duque de Alagón (Francisco Fernández de Córdoba y Glimes de Brabante) consiguió su reinserción y con ello el buen funcionamiento de la Escuela. En 1847 se constituyó la Veterinaria como escuela superior y diez años después quedó dispuesto el orden de las asignaturas que habrían de estudiarse.
La Real Escuela de la huerta de Solana dejó de existir a partir de 1861 en que empezaron los traslados hasta ubicarse en un edificio de nueva construcción que se hizo en el Casino de la Reina. Allí transcurrieron los años de enseñanza hasta que en 1943 se convirtió en Facultad de Veterinaria a partir de la Ley de Ordenación de la Universidad Española y en 1958 ya tuvo su sede en la Ciudad Universitaria de Madrid.

## El edificio
Tenía una torre central con un reloj en la parte superior y cuatro alas en los costados. Un gran auditorio con aforo para mil personas, presidido por los retratos del rey Carlos IV y la reina María Luisa de Parma; una gran sala con hileras de camas como correspondía al régimen de cuartel. El jardín era enorme y en él se cultivaban plantas necesarias y se acumulaba el pienso para los animales. Había una gran biblioteca, farmacia, cocina, comedor, además de las aulas correspondientes a las enseñanzas.

## Alumnos y enseñanzas
Los alumnos estaban en régimen de internado; los había militares y civiles y en ambos casos la edad de ingreso estaba entre los dieciséis y veintiún años. Se les exigía una serie de requisitos y condiciones para la inscripción. En los comienzos se pedía que el número de alumnos no fuera superior a 96. Tenían que llevar un uniforme que consistía en chupa, pantalón azul y gorro para el trabajo; casaca, calzón azul chupa y vueltas encarnadas con botones dorados y un letrero que decía "Real escuela de Veterinaria". Los estudios duraban cuatro años, de octubre a septiembre. Los alumnos aprobados podían continuar con el uniforme añadiendo un galón de oro en la vuelta y en el cuello y una espada. Las asignaturas eran: Anatomía; exterior del caballo; higiene; herradura; hipofisiología; enfermedades; terapia; medicamentos; vendajes; cirugía; botánica; química.

## Ubicación y traslados

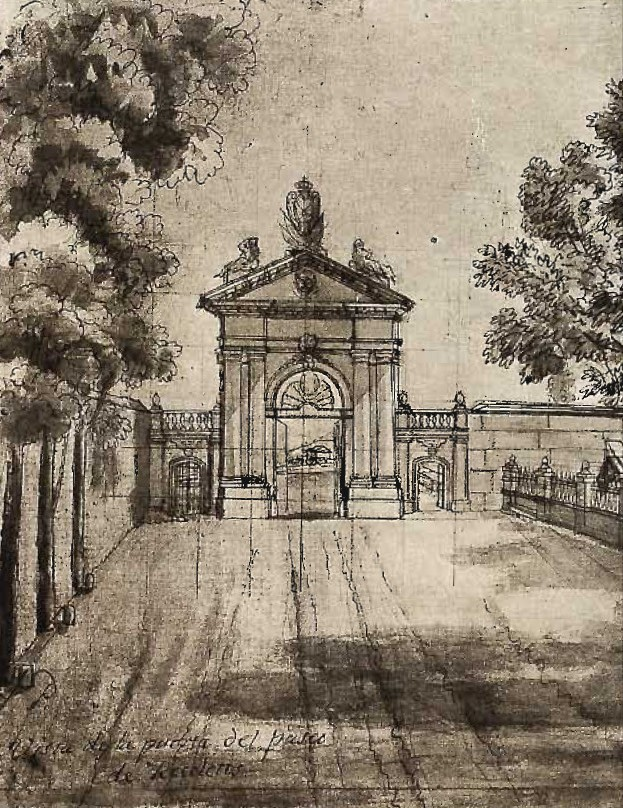
La puerta de Recoletos hacia 1756, en un boceto al aguatinta de autor anónimo

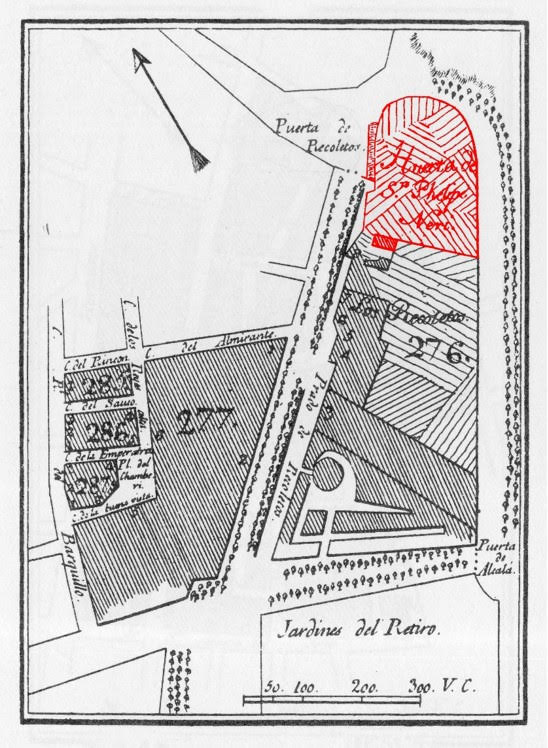
Manzana 276 y gran solar de Veterinaria en rojo

El lugar elegido por Malats y Estévez para la implantación de la escuela fue el que estaba ocupado por las huertas de la congregación de san Felipe Neri (fáciles de adquirir porque casi no tenían uso), junto al portillo o puerta de Recoletos de la que salía una cerca que delimitaba la finca. Dichas huertas limitaban a su vez con la entrada de servicios en los terrenos pertenecientes a los frailes agustinos recoletos. Los cambios urbanísticos de Madrid, la importancia que fue adquiriendo el paseo del Prado, la desamortización del convento de los Recoletos (1835) y el deterioro paulatino y alarmante de los edificios de la Escuela llevaron a la inevitable desaparición en este espacio de la Real Escuela de Veterinaria. Su vasto terreno unido con el de los frailes dio lugar a las edificaciones de la Casa de la Moneda (1856), a la calle de la Moneda (llamada después calle de Jorge Juan), de la Biblioteca Nacional y bastantes años más tarde a los Jardines del Descubrimiento. El 18 de febrero de 1861 se trasladó la Escuela a la Carrera de san Francisco nº 13. No era el lugar más apropiado y se sabía; su estancia duró quince años.
En 1877, una Real Orden aprueba la construcción de un edificio que sería destinado a esta disciplina académica. Las obras finalizaron en 1881 y el resultado fue un edificio neomudéjar cuyo arquitecto fue Francisco Jareño. La Escuela del nuevo edificio tuvo su entrada (que se mantiene) por la plaza de Embajadores y por la calle de Embajadores n.º 70.